# Ketchup au curry
Le ketchup au curry, également appelé Currygewürzketchup (ketchup aux épices au curry) en Allemagne, est une variante épicée du ketchup et une sauce souvent utilisé en Belgique, Allemagne, au Danemark et aux Pays-Bas.
Il est généralement servi sur des viandes préparées comme la fricadelle ou sur des frites .  En Allemagne, c'est la base du plat currywurst, l'un des plus populaires du pays.
Les grandes marques produisant du ketchup au curry sont Zeisner, Heinz, Hela et Knorr ,.